# Нинурта-кудурри-уцур II
Нинурта-кудурри-уцур II (букв. «Нинурта границы храни», шум. mdMAS-NIG.DU-PAP) — царь Вавилонии, правил приблизительно в 942 году до н. э.
Сын Набу-мукин-апли. От его правления не сохранилось никаких современных ему документов.

## Биография
Он стал преемником своего долго царствовшего отца, во время правления которого он выступал в качестве свидетеля согласно надписи на кудурру о владении недвижимостью, либо от 23-го, либо от 25-го года правления Набу-мукин-апли. Династическая принадлежность семьи неизвестна, и все трое членов семьи признаются последовательными современниками ассирийского царя Тиглатпаласара II. Две надписи на бронзовых наконечниках из Лурестана содержат надпись «Нинурта-кудурри-уцур», но, как правило, их приписывают более раннему, также малоизвестному монарху по имени Нинурта-кудурри-уцур I, который правил около 987—985 годов до н. э., в то время как третья надпись «владение даёт свой титул князя (LU.GAL) и думал, вероятно, будет этот человек», хотя на самом деле каждая из них может относиться к любому монарху.
Религиозная Хроника, возможно, была написана во время его правления, так как она заканчивается событиями, связанными с царствованием его отца, хотя в единственном экземпляре, что у нас написано в нео-вавилонском сценарии и, следовательно, поздно. Его правление было возможно, слишком незначительным для того, чтобы найти упоминания в хронике.
Нинурта-кудурри-уцур II правил 8 месяцев и 12 дней